# Siekierczyn
Siekierczyn è un comune rurale polacco del distretto di Lubań, nel voivodato della Bassa Slesia.
Ricopre una superficie di 49,55 km² e nel 2004 contava 4 517 abitanti.